# 牧ダレン聡
牧 ダレン 聡（まき ダレン さとし、1979年8月28日 - ）は、日本のプロバスケットボール選手。カリフォルニア州ロサンゼルス出身。175cm、75kg。牧は日本プロフェッショナル・バスケットボール・リーグで初めてドラフトされた日系アメリカ人。日系アメリカ人の二世で父は鹿児島市の出身。

## 来歴
6歳から地元のサッカーチームと野球チームの両方に所属。バスケットボールは8歳の時に始める。10歳からはアメリカンフットボールのチームに所属。12歳からは合気道と柔道をし、柔道ではカリフォルニア州チャンピオン（二回）、ネバダ州チャンピオン、アメリカナショナルチャンピオン（銅メダル）、U.S.A.ジュニアナショナル・チームトレーニングキャンプに招集されるなど、とにかくスポーツ万能で多彩であった。初めてのダンクショットは17歳、垂直飛びで最高45インチ (115cm) だった。
高校のバスケットボールキャリアで優秀な成績を残した後、牧はイースト・ロサンゼルス・カレッジとカリフォルニア州立大学ドミンゲズ・ヒルズ大学でプレーした。 この間、日本代表チームとエキシビジョンゲームを行い何度も勝利を決めた。そしてそれをきっかけに日本でプレーする選手としてスカウトされるようになった。牧はこれを機に、日本でプロとしてプレーする興味を持つようになった。
卒業後、ベトナムや香港や中国等アジアのセミプロでプレーし来日。JBLと契約の話もあったが、外国人枠のため断念。
その後、日本国籍を取得。2005年に発足したbjリーグにて東京アパッチよりドラフト会議で6位指名を受け入団。東京アパッチで3年間活躍した後、2008年にFAを行使し、東京アパッチに残留した。牧のヘッドコーチは、元NBAでもあり、ロサンゼルス・レイカーズの選手、コービー・ブライアントの父親でもあるジョー・ブライアントだった。
2009年オフ、大分ヒートデビルズへ移籍した。
2010年オフ、東京アパッチに復帰する。
2011年の東日本大震災の後、東京アパッチは業務を中断し、牧は埼玉ブロンコスと契約した。 埼玉ブロンコス入団後、友人のナタリー・ナカセをコーチングのスタッフに紹介し、後、ナカセは日本プロ男子バスケットボールの初の女子監督となった。 2013年、牧はベンチャービジネスの道へと進むため、契約を断り引退を決意した。